# Херардо Мачадо
Херардо Мачадо и Моралес (на испански: Gerardo Machado y Morales) е кубински генерал и политик. Президент на Куба от 1925 г. до 1933 г.
Мачадо влиза в президентството с голяма популярност и подкрепа от основните политически партии. Подкрепата му обаче замира с времето. Много хора възразяват срещу повторното му кандидатиране през 1928 г., тъй като победата му нарушава обещанието му да служи само един мандат. Тъй като протестите и бунтовете стават все по-осезаеми, администрацията му ограничава свободата на словото и използва репресивни полицейски мерки срещу противниците.
В крайна сметка през 1933 г. Мачадо е принуден да се оттегли в полза на временно правителство, оглавявано от Карлос Мануел Кесада и с посредничеството на американския посланик Съмнър Уелс. Мачадо е широко определян като диктатор. Отявлен почитател на Бенито Мусолини, диктаторът на Фашистка Италия и е наричан „тропическият фашист“ или „тропическият Мусолини“.

## Биография
Мачадо е роден през 1869 г. като най-голямото дете в семейството си в централната провинция Лас Вилас (сега Вила Клара). Той има двама по-малки братя и сестри. Израстват във фермата за добитък на семейството си по време на период, когато баща им служи с кубинските революционери в Десетгодишната война срещу Испания (1868-1878). Баща му получава чин майор. Войната приключва без Куба да постигне независимост. Когато е в началото на 20-те си години, Мачадо се занимава с отглеждане и продажба на тютюн.
Като млад се жени за Елвира Мачадо Нодал (28 октомври 1868 г. – 1968 г.). Те имат три дъщери: Лауделина, Анхела Елвира и Берта.

### Кубинска война за независимост
През 1895 г. кубинците започват война за независимост срещу Испания. Мачадо се присъединява към бунтовническите сили и се издига до чин бригаден генерал. Той е един от най-младите кубински генерали във войната.
След края на войната Мачадо се насочва към политиката и бизнеса. През 1902 г. Куба получава пълна независимост. Междувременно Мачадо е избран за кмет на Санта Клара. По време на президентството на Хосе Мигел Гомес (1909–1913), Мачадо е назначен за инспектор на въоръжените сили и по-късно за министър на вътрешните работи.
След завръщането си към личния живот се занимава със земеделие и бизнес, инвестиращ в комунални услуги. След като семейството му е осигурено се завръща в политиката в началото на 1920-те години.
Твърди се, че Мачадо е военен лидер на партията в провинция Лас Вилас, където се бие на страната на либералите в „Малката война от февруари 1917 г.“ Либералите са победени.
След първоначалните победи на либералите нещата се влошават, но Мачадо продължава да се бие дори след като либералите губят от картечниците на полковник Росендо Коласо при Кайкахе, някога хасиенда на Сантяго Саура Орраке и Хуан Мануел Перес де ла Крус. Накрая Мачадо се предава на 8 март 1917 г.
Президентът Марио Гарсия Менокал окончателно печели конфликта. Технически няма намеса на САЩ в тази война. Офицери от кубинската армия, по-специално Хулио Сангуили в Сантяго и техните сили си възвръщат контрола над правителството.
В тази война, на фона на Първата световна война, която бушува в Европа, либералите се смятат за прогермански настроени. Така президентът на САЩ Удроу Уилсън добавя Куба към тревогите си, тъй като вече е загрижен за мексиканския граждански конфликт и действията на Панчо Виля на южната граница. Кубинската война води до смъртта на Фредерик Фънстън, приятел и съюзник на Менокал. Президентът Менокал обявява война на Германия на 7 април 1917 г. Джон Пършинг е преназначен в силите на Съединените щати в Мексико и след това в Европа.
Мачадо е назначен за министър на вътрешните работи при Хосе Мигел Гомес. В съюз със своя предшественик, напускащия президент Алфредо Саяс, и участващ като кандидат на Либералната партия на изборите през 1924 г., Мачадо побеждава Марио Гарсия Менокал от Консервативната партия с преобладаващо мнозинство; той е избран за пети президент на Куба. Провежда кампанията си с мотото "Вода, пътища и училища".

## Първи мандат като президент
Мачадо встъпва в длъжност като президент на Куба на 20 май 1925 г. и напуска поста на 12 август 1933 г. Той е известен с това, че заявява, че в края на мандата си ще поиска отмяната на поправката на Плат. Избран по време на спад на световните цени на захарта, той е кубински индустриалец и член на политическия елит на Либералната партия. Първият мандат на Мачадо (1925–1929) съвпада с период на просперитет. Производството на захар се развива и Съединените щати осигуряват близък и готов пазар. Мачадо се заема с амбициозна програма за благоустройство. Той решава да превърне Куба в "Швейцария на двете Америки".
През април 1927 г. Мачадо посещава Съединените щати и на 23 април 1927 г. се среща с президента Калвин Кулидж. По време на посещението си Мачадо обсъжда с Кулидж много въпроси, включително поправката на Плат. Дали в името на спечелването на политическа благосклонност, поради тактичност или каквато и да е причината Мачадо първо заявява, че поправката на Плат всъщност е положителна за кубинския народ, но той настоява за промяна на нейните условия, тъй като поправката на Плат е стигма на смущение сред международната общност, доколкото представя Куба като страна, лишена от пълен суверенитет над нейните дела.
Сред обществените работи, завършени по време на администрацията на Мачадо е централната магистрала Carretera, която минава почти по цялата дължина на острова, от Пинар дел Рио на запад до Сантяго де Куба, разстояние от над 1400 км. Мачадо е отговорен и за изграждането на El Capitolio (Капитолия), елегантния дом на Кубинския конгрес от 1929 до 1959 г. Новата сграда, проектирана от Раул Отеро и Еухенио Райнери Пиедра и построена през 1926–1929 г., има неокласически дизайн, който заимства елементи от сградата на Капитолия на САЩ и Пантеона в Париж. Нейната цел е да изобрази оптимизма, увереността и елегантността на новата демокрация.
Освен това Мачадо ръководи разширяването на университета в Хавана и здравните заведения. Други ключови сгради, построени под неговото управление са Hotel Nacional de Cuba, Asturia Center (днес Национален музей на изящните изкуства на Хавана), сградата Bacardi (Хавана), Lopez Serrano и Hotel Presidente. Той също така спонсорира законопроект за тарифна реформа през 1927 г., осигуряващ защита на някои кубински индустрии. Въпреки тези постижения, зависимостта на Куба от захарта продължава, а влиянието и инвестициите на Съединените щати се увеличава.
За да завърши финансирането на тези проекти президентът, пренебрегвайки първоначалното си обещание срещу чуждестранни заеми, сключва трансакции със синдиката на Chase Bank, което води до увеличаването на държавния дълг на Куба с 86 милиона долара чрез втория му мандат.

## Втори мандат
Косме де ла Ториенте и Пераса, кубински държавник и президент на Обществото на народите през 20-те години на миналия век, казва:
„През 1925 г. генерал Мачадо наследява д-р Саяс като президент. Въпреки обещанието си да не се кандидатира отново, Мачадо се стреми да промени Конституцията от 1901 г., за да може да остане на власт. В резултат на това, широко разпространеното присъствие на обществения ред става почти постоянно. Именно при тези обстоятелства Мачадо е преизбран без опозиция през 1928 г.“}}
Според Переса на 9 януари 1931 г. следните вестници са закрити с президентския указ на Мачадо: Diario de la Marina, El Mundo, El Pais, Informacion, The Havana American, La Semana, Karikato, Carteles и Bohemia, последвани от множество арести на редактори на вестници.
Неговите недоброжелатели твърдят, че той става деспотичен и си проправя път към втория мандат. По време на кампанията си, водеща до общите избори през 1924 г., Мачадо заявява многократно, че не се стреми да бъде преизбиран, но само две години след като е президент, той променя решението си. През 1927 г. Мачадо прокарва поредица от конституционни поправки, за да му позволят да се кандидатира за преизбиране, което получава на президентските избори през 1928 г. Този акт на непрекъснатост, съчетан с нарастващата икономическа депресия, причинена от спада на цените на захарта, започващи през 1925 г., влошаването му поради краха от 1929 г. и политическите репресии, води до значителна политическа нестабилност. Мачадо също се сблъсква с реакцията на студентите след създаването на Directorio Estudiantil Universitario през 1927 г. След различни протести Мачадо затваря университета през 1930 г.

## Насилие
Мачадо оцелява след няколко покушения срещу живота му. В най-известното, яростна опозиционна група, ABC (abecedarios) убива председателя на кубинския Сенат Клементе Васкес Бело. Те прокопават тунел, за да стигнат до семейната крипта на Васкес в гробището Колон в Хавана и поставят взривно устройство, очаквайки, че Мачадо ще присъства на погребението. Планът се проваля, когато семейството решава вместо това да погребе Васкес в Санта Клара.
На Мачадо се приписва и за отприщването на вълна от насилие срещу критиците му. В Machado: Crimenes y Horrores de un Regimen, Карлос Г. Пераса описва някои от предполагаемите престъпления на Мачадо. Переса обвинява Мачадо за смъртта на много кубинци, включително Армандо Андре и Алварадо (1926), Енрике Варона (1926), Клаудио Бузон – Носке Ялоб (1928), Понсе де Леон и Перес Терадас (1928), Абелардо Пачеко (1930), Раул Мартин (1931), тримата братя Фрейре де Андраде (1932 г.) и най-известният Рафаел Трехо (30 септември 1930 г.).

## Смяна на режима
В Куба Мачадо участва в дълга борба с различни бунтовнически групи, от зелените фланелки на ABC до Блас Ернандес през консервативните ветерани от Кубинската война за независимост до радикалната група Антонио Гитерас, и той се задържа няколко години.
През май 1933 г. новоназначеният американски посланик Съмнър Уелс пристига в Куба и започва преговори с опозиционните групи за правителство, което да наследи това на Мачадо. Временно правителство, оглавявано от Карлос Мануел де Сеспедес и Кесада (син на кубинския герой за независимост Карлос Мануел де Сеспедес) и включващо членове на ABC, е посредничено; поема властта през август 1933 г. по време на обща стачка в Хавана. Уелс успява да отслаби правителството на Мачадо, като извлича серия от отстъпки, които накланят баланса на силите в полза на опозицията.
Рухването на правителството на Мачадо е последвано от временния президент Алберто Ерера Франки.
Падането на правителството на Мачадо може да се проследи до началото на преговорите между правителството на Мачадо и опозиционните групи с посланик Уелс като посредник. Едно от предложените решения на политическата криза е назначаването на вицепрезидент, който да бъде безпристрастен и приемлив за всички партии, последвано от отпуск за президента Мачадо до общите избори през 1934 г. Този план гарантира, че Мачадо вече няма власт и най-важното, не може да се намеси в общите избори от 1934 г., като същевременно остава в рамките на конституционната рамка на страната. В крайна сметка, докато Мачадо се съпротивлява да се откаже от властта и кризата ескалира, армията се разбунтува. Уелс отбелязва следното на 12 август 1933 г. в 3 ч. сутринта: „След неуспешния бунт на първия артилерийски батальон вчера следобед имаше няколко заплахи за бунтове в различни части на армията, настояващи за незабавната оставка на президента Мачадо.“ Мачадо напуска Куба с полет за Бахамските острови следобед на 12 август 1933 г.
Мачадо умира в Маями Бийч, щата Флорида през 1939 г. и е погребан в Маями в гробището и мавзолея Woodlawn Park (сега Caballero Rivero Woodlawn North Park Cemetery and Mausoleum).